# Søndergravene
Søndergravene (dansk) eller Südergraben (tysk) er en gade i den indre by ved overgangen til Friserbjerg i Flensborg. Gaden strækker sig over ca. 650 m. fra Stuhrs Allé til Rådhusgade, hvor den fortsætter som Nørregravene. 
Gaden er første gang omtalt i 1684. Den har sit navn efter beliggenheden mellem den forhenværende vestlige bymur og den udenfor liggende skrænt. Nørre- og Søndergravene var i middelalderen adskilt af Rudebækken. Bækken markerede grænsen mellem Sankt Nikolaj- og Vor Frue-kvarter. Tæt på lå byens forhenværende rådhus samt Tingplads, deraf stammer navnet på den nuværende Rådhusgade. Med Tingporten stod også en af byens bymure ved Nørre- og Søndergravene. I 1882 byggedes lands- og byretten samt statsfængslet i Søndergravene 22-24. I februar 1921 åbnede en dansk bibliotek i Søndergravene, i 1922 fulgte Tivoliskolen som dansk folkeskole. I vest grænser Søndergravene til byens Museumsbjerg. 